# Liste der Flüsse in Eswatini

Die Flüsse und ihre Einzugsgebiete in Eswatini

Dies ist eine Liste der Flüsse in Eswatini. Hydrologisch ist das Königreich Eswatini in vier Einzugsgebiete aufgeteilt. Sein gesamter Niederschlag entwässert über diese nach Osten in die Maputo-Bucht. Der Norden, mit 2500 km² und 14 % der Landesfläche, fließt über den Komati ab, der das Land streift. In der Mitte und im Osten entspringen die Quell- und Nebenflüsse des Umbeluzi mit über 10 % der Fläche. Der gesamte Süden entwässert in den Maputo, dessen Einzugsgebiet mit etwa 12.000 km² 69 % der Landesfläche ausmacht. Im äußersten Osten gibt es einen kleinen Teil, der über den Tembe abfließt.
Im Folgenden sind die Flüsse nach Einzugsgebiet sortiert.

## Maputo(Lusutfu, Great Usutu, Suthu)
- Umpilusi
- Lusushwana (Little Usutu)
  - Mzimnene
  - Mbabane River
- Ngwempisi
  - Mzimnene
- Mkondvo (Mkhondvo)
- Mhlatuzane
- Mzimphofu
- Mtsindzekwa (Mtendekwa)
- Mhlatuze
- Nyetane
- Pongola (in Südafrika, nicht in Eswatini)
  - Ngwavuma (Mgwavuma)
  - Mozdsfa

## Komati(Nkomanzi)
- Mzimnene
- Mlumati (Lomati)

## Mbuluzi(iMbuluzi, Umbeluzi)
- Black Mbuluzi
- White Mbuluzi (Mbuluzane)
- Tsambokhulu
- Mlaula River

## Weitere
- Tembe